# Criterio di Leibniz
In analisi matematica, il criterio di Leibniz (scritto anche Leibnitz) è un criterio di convergenza applicabile a serie a termini di segno alterno. Secondo tale criterio se una successione a termini positivi {\displaystyle \{a_{k}\}} è decrescente e infinitesima, allora la serie
{\displaystyle \sum _{k=0}^{+\infty }{(-1)^{k}a_{k}}}
converge.
Prende il nome dal matematico tedesco Gottfried Wilhelm Leibniz.

## Enunciato
Sia {\displaystyle \{a_{k}\}_{k\in \mathbb {N} _{0}}} una successione di numeri reali tale che:
- esiste un {\displaystyle N\in \mathbb {N} _{0}} tale che {\displaystyle a_{N}\geq a_{N+1}\geq a_{N+2}\geq \cdots \geq a_{N+n}>0} per ogni {\displaystyle n\in \mathbb {N} _{0}} (quindi la successione {\displaystyle \{a_{k}\}_{k\in \mathbb {N} _{0}}} è monotona debolmente decrescente)
- {\displaystyle \lim _{k\to +\infty }{a_{k}}=0}.

Allora la serie
{\displaystyle \sum _{k=0}^{+\infty }{(-1)^{k}a_{k}}}
è convergente.

## Dimostrazione
Poiché {\displaystyle \{a_{n}\}} è decrescente, per ogni {\displaystyle n} si ha che
{\displaystyle s_{2n}\geq s_{2n}-a_{2n+1}+a_{2n+2}=s_{2n+2}}
da cui segue che
{\displaystyle s_{0}\geq s_{2}\geq s_{4}\geq \cdots \geq s_{2n}\geq \cdots }
Similmente
{\displaystyle s_{2n+1}\leq s_{2n+1}+a_{2n+2}-a_{2n+3}=s_{2n+3}}
e quindi
{\displaystyle s_{1}\leq s_{3}\leq s_{5}\leq \cdots \leq s_{2n+1}\leq \cdots }
Si  hanno quindi due successioni: una decrescente formata dai termini pari delle somme parziali e una crescente formata dai termini dispari delle somme parziali. Inoltre {\displaystyle s_{2n+1}=s_{2n}-a_{2n+1}\leq s_{2n}} e quindi ogni elemento della seconda successione è minore di ogni elemento della prima. Possiamo porre {\displaystyle D=\lim _{n\to \infty }s_{2n+1}} e {\displaystyle P=\lim _{n\to \infty }s_{2n}}. Per ogni {\displaystyle n} si ha
{\displaystyle s_{2n+1}\leq D\leq P\leq s_{2n}}
perché se fosse {\displaystyle D>P} potremmo trovare delle somme parziali di termine pari a una distanza minore di ogni {\displaystyle \varepsilon } da {\displaystyle P} e termine dispari distanti da {\displaystyle D} meno di {\displaystyle \varepsilon }; per {\displaystyle \varepsilon } sufficientemente piccolo si avrebbe allora un termine dispari maggiore di uno pari, cosa che abbiamo già dimostrato essere impossibile.
Inoltre la distanza tra {\displaystyle P} e {\displaystyle D} diventa più piccola di ogni {\displaystyle a_{n}}; ma tale successione tende a 0, e quindi così fa {\displaystyle P-D} ovvero {\displaystyle P=D}. Poniamo {\displaystyle S=P=D}. Essendo {\displaystyle S} il limite delle somme parziali pari, per la definizione di limite per ogni {\displaystyle \varepsilon >0} esiste {\displaystyle m} tale che {\displaystyle |S-s_{n}|<\varepsilon } per ogni {\displaystyle n>m} (con {\displaystyle n} pari). Allo stesso modo, essendo {\displaystyle S} il limite delle somme parziali dispari, esiste {\displaystyle k} tale che la disuguaglianza vale per ogni {\displaystyle n} dispari maggiore di {\displaystyle k}. Quindi prendendo {\displaystyle h=\mathrm {max} \{m,k\}} la disuguaglianza vale per ogni {\displaystyle n>h}, per ogni {\displaystyle n} pari e dispari, e si ha quindi
{\displaystyle \lim _{n\to \infty }s_{n}=S}
e la serie converge.

### Osservazioni sulla dimostrazione
- Dalla dimostrazione, abbiamo che {\displaystyle |S-s_{n}|\leq a_{n+1}}; il che significa che, approssimando la somma della serie con la somma parziale {\displaystyle n}-esima, l'errore commesso non supera il termine successivo trascurato (preso in modulo). Ad esempio, si consideri la serie:

{\displaystyle \sum _{k=1}^{+\infty }{\frac {(-1)^{k}}{k}};}
calcolando la somma dei primi dieci termini, si ottiene
{\displaystyle s_{10}=\sum _{k=1}^{10}{\frac {(-1)^{k}}{k}}\approx -0,6456,}
mentre la somma infinita vale esattamente
{\displaystyle S=\sum _{k=1}^{+\infty }{\frac {(-1)^{k}}{k}}=-\ln {2}\approx -0,6931,}
e si nota che
{\displaystyle |s_{10}-S|\approx |-0,6456+0,6931|=0,0475<0,090909\ldots ={\frac {1}{11}}.}
- Se l'ipotesi che la successione sia non crescente viene sostituita con quella (più debole) di successione asintoticamente non crescente (cioè {\displaystyle a_{k}\geq 0\ \forall k,\lim _{k\to +\infty }{a_{k}}=0,a_{k}\sim b_{k}} dove {\displaystyle \{b_{k}\}} soddisfa le ipotesi del teorema di Leibniz), il teorema non è più valido.

## Dimostrazione alternativa
Il criterio di Leibniz può essere visto come corollario del criterio di Dirichlet per le serie.